# Sigrid Undset
Sigrid Undset (Kalundborg, 20. svibnja 1882. – Lillehammer, 10. lipnja 1949.) bila je norveška književnica i nobelovka.
Radila je kao činovnica. U svojim prvim radovima (Gospođa Martha Oulie i Jenny) najviše ja zaokupljena položajem žene u suvremenom društvu. Daje sliku bračnih nevjera u stilu impresionističkog realizma, a posebno smionim izrazom slika erotski život i nesretnu ljubav. Svojim djelom nastojala je nadvladati liberalizam i nacionalizam svojega doba te afirmirati više vrijednosti i više ljudsko jedinstvo. Nakon prvih objavljenih djela putuje u inozemstvo (Francuska, Italija) i potpuno se posvećuje književnom radu.[nedostaje izvor] Doživjevši duhovnu krizu, 1925. godine prelazi na katoličku vjeru. Godine 1928. dobila je Nobelovu nagradu za književnost za svoju trilogiju o Kristin Lavransdatter i tetralogiju o Olavu Audunssønu.
Bila je među prvim[nedostaje izvor] piscima koji su ukazivali na opasnost nacionalsocijalizma te otvoren protivnik rata i fašizma. Nakon njemačke okupacije Norveške odlazi u Švedsku, a zatim u SAD, no nakon rata vraća se u domovinu.

## Djela
- Gospođa Martha Oulie (»Fru Martha Oulie«), roman, 1907.
- Jenny, roman, 1911.
- Proljeće (»Vaaren«), roman, 1914.
- Žensko gledište (»Et Kvindesynspunkt«), esej, 1919.
- Kristin Lavransdatter, trilogija:
  - Vijenac (»Kransen«), 1920.
  - Gazdarica (»Husfrue«), 1921.
  - Križ (»Korset«), 1922.
- Olav Audunssøn, tetralogija:
  - Olav Audunssøn iz Hestvikena (»Olav Andunssøn i Hestviken«), 1925.
  - Olav Andunssøn i njegova djeca (»Olav Andunssøn og hans børn«), 1927.
- Gymnadenia, roman, 1929.
- Gorući grm (»Den brænende busk«), roman, 1930.
- Vjerna supruga (»Den trofaste hustru«), roman, 1936.
- Madame Dorothea, roman, 1939.